# Havelock (North Carolina)
Havelock ist eine City im Craven County des US-Bundesstaates North Carolina. Die Einwohnerzahl beträgt 23.544 (Stand 2019). Havelock ist Teil der Metropolregion New Bern. In Havelock befindet sich Marine Corps Air Station Cherry Point, ein 120 Quadratkilometer großer Militärflugplatz des United States Marine Corps.

## Geschichte
Havelock ist eine von acht Städten auf der Welt, die nach Sir Henry Havelock, einem britischen Offizier in Indien, benannt wurden, der sich 1857 während des Indischen Aufstand von 1857 auszeichnete. Das Gebiet wurde ursprünglich in den späten 1850er Jahren „Havelock Station“ genannt, als die Atlantic and North Carolina Railroad ein Depot an der Stelle baute, an der ihre Trasse den heutigen Miller Boulevard kreuzte.
Die Stadt war der erste Landepunkt für eine Schlacht im Bürgerkrieg, die als „Battle of New Bern“ bekannt wurde. Am 11. März 1862 schiffte sich das Kommando von Brigadegeneral Ambrose Burnside von Roanoke Island aus ein, um sich in Hatteras Inlet mit den Kanonenbooten der Union für eine Expedition gegen New Bern zu treffen. Am 13. März segelte die Flotte den Neuse River hinauf, ankerte am Slocum Creek und schiffte die Infanterie am Südufer des Flusses aus. Elemente der Rhode Island Heavy Artillery gingen in der Nähe des heutigen Officers’ Club auf der Cherry Point Marine Corps Air Station an Land. Nach der Einnahme von New Bern durchquerten die Konföderierten Havelock auf ihrem Weg zur Schlacht von Fort Macon. Trotz mehrerer Versuche der Konföderierten, New Bern und die Umgebung zurückzuerobern, zogen sich die Föderierten erst nach Ende des Krieges zurück. Bei einem dieser Versuche wurde jedoch 1864 das von der Union errichtete Blockhaus-Fort am Slocom Creek in Havelock niedergebrannt. Ein Diorama-Modell des Bürgerkriegsforts ist im Havelock Tourist & Events Center ausgestellt, zusammen mit anderen Exponaten zur Geschichte von Havelock und Cherry Point.
Bestehende Aufzeichnungen deuten darauf hin, dass die Produktion von Marinebedarf, einschließlich Terpentin und Teer, im 19. Jahrhundert sehr wichtig für die lokale Wirtschaft war. Mit der Erfindung der Dampfmaschine ging die Nachfrage nach Teer und Terpentin langsam zurück, da immer weniger Holzschiffe gebaut wurden. Viele Terpentin-Destillateure wandten sich der Produktion von Moonshine, d. h. illegal gebranntem hochprozentigen Alkohol, zu, um über die Runden zu kommen.
Im Jahr 1940 wurde Havelock zur Heimat der Marine Corps Air Station Cherry Point. Das Fleet Readiness Center East der MCAS Cherry Point beschäftigt viele Einwohner der Stadt. Im Jahr 1959 wurde die Gemeinde offiziell gegründet.

## Demografie
Nach einer Schätzung von 2019 leben in Havelock 23.544 Menschen. Die Bevölkerung teilte sich im selben Jahr auf in 67,2 % Weiße, 21,6 % Afroamerikaner, 0,6 % amerikanische Ureinwohner, 2,1 % Asiaten, 0,2 % Ozeanier und 4,5 % mit zwei oder mehr Ethnizitäten. Hispanics oder Latinos aller Ethnien machten 13,5 % der Bevölkerung aus. Das mittlere Haushaltseinkommen lag bei 52.439 US-Dollar und die Armutsquote bei 12,0 %.

## Bildung
In Havelock befindet sich das Craven Community College. Daneben gibt es zwei High Schools und verschiedene weitere Schulen.